# Lista de presidentes do Djibuti
Esta lista de presidentes da República do Djibuti compreende as duas pessoas que exerceram a chefia do Estado desde a independência de França a 27 de junho de 1977 até à atualidade.
O atual presidente do Djibuti é Ismaïl Omar Guelleh, reconduzido no cargo após as eleições presidenciais de 2011.

## Presidentes do Djibuti (1977-presente)
| № | Retrato | Nome                              | Mandato             | Mandato           | Partido | Eleição                  |
| - | ------- | --------------------------------- | ------------------- | ----------------- | ------- | ------------------------ |
| 1 |         | Hassan Gouled Aptidon (1916-2006) | 27 de junho de 1977 | 8 de maio de 1999 | RPP     | 1977 1981 1987 1993      |
| 2 |         | Ismail Omar Guelleh (n.1946)      | 8 de maio de 1999   | Presente          | RPP     | 1999 2005 2011 2016 2021 |